# Condado de Manchester
Condado de Manchester é uma unidade cadastral localizada no estado australiano de Austrália do Sul que cobre a terra localizada no nordeste da península de Eyre e para o norte da península.  Foi proclamado em 1891 e nomeado após George Montagu, 6º Duque de Manchester quem era o pai-de-lei do The Rt Hon. Earl of Kintore GCMG, para Governador da Austrália do Sul no momento.

## Descrição
O Condado de Manchester cobre uma parte da Austrália do Sul associada, em parte, à costa leste da Península de Eyre, com vista para o Golfo de Spencer e na parte com terras ao norte imediato e que se estende para o interior do litoral por uma distância de aproximadamente 56 quilômetros (35 mi). A parte sul da sua extensão está dentro da península de Eyre porque o limite norte da península passa através do condado na direção leste-oeste.  É limitado ao oeste pelo Condado de Hore-Ruthven, ao sul com a Condado de York e para o leste pelo Condado de Newcastle e Golfo de Spencer.
Assentamentos incluem Iron Knob que está localizado no lado oeste do condado, e os seguintes subúrbios e localidades localizados no litoral com o Golfo de Spencer (de norte a sul) - Port  Augusta Oeste que é a parte do Port Augusta área urbana,  Commissariat Point,  Blanche Harbor,  Douglas Point e  Douglas Point South.
O condado é servido pelas seguintes estradas que se estendem a partir de Port Augusta - estrada de Stuart que passa através do condado ao norte, a estrada de Eyre que passa para o oeste e a estrada de Lincoln que passa para o sul, e em parte pela Iron Knob Road que corre entre o Iron Knob e Whyalla que está localizado ao sul do condado. 
As seguintes linhas ferroviárias passam pelo condado - a Trans-Australian Railway que vai para o norte em direção a Darwin e Perth, a Whyalla railway line que vai para o sul até o seu terminal em Whyalla, e parte da linha ferroviária que opera entre o Iron Knob e o Whyalla.
O uso do solo dentro do condado inclui atividade industrial primária tal como pastagem e mineração, e uma Área de treinamento militar conhecida como Área de treinamento Cultana.
A extensão inclui partes das áreas de governo local da Port Augusta e Whyalla e terra dentro da área pastoral não incorporada do estado, e partes das seguintes regiões do governo estadual - Eyre Ocidental e o Extremo Norte.

## História

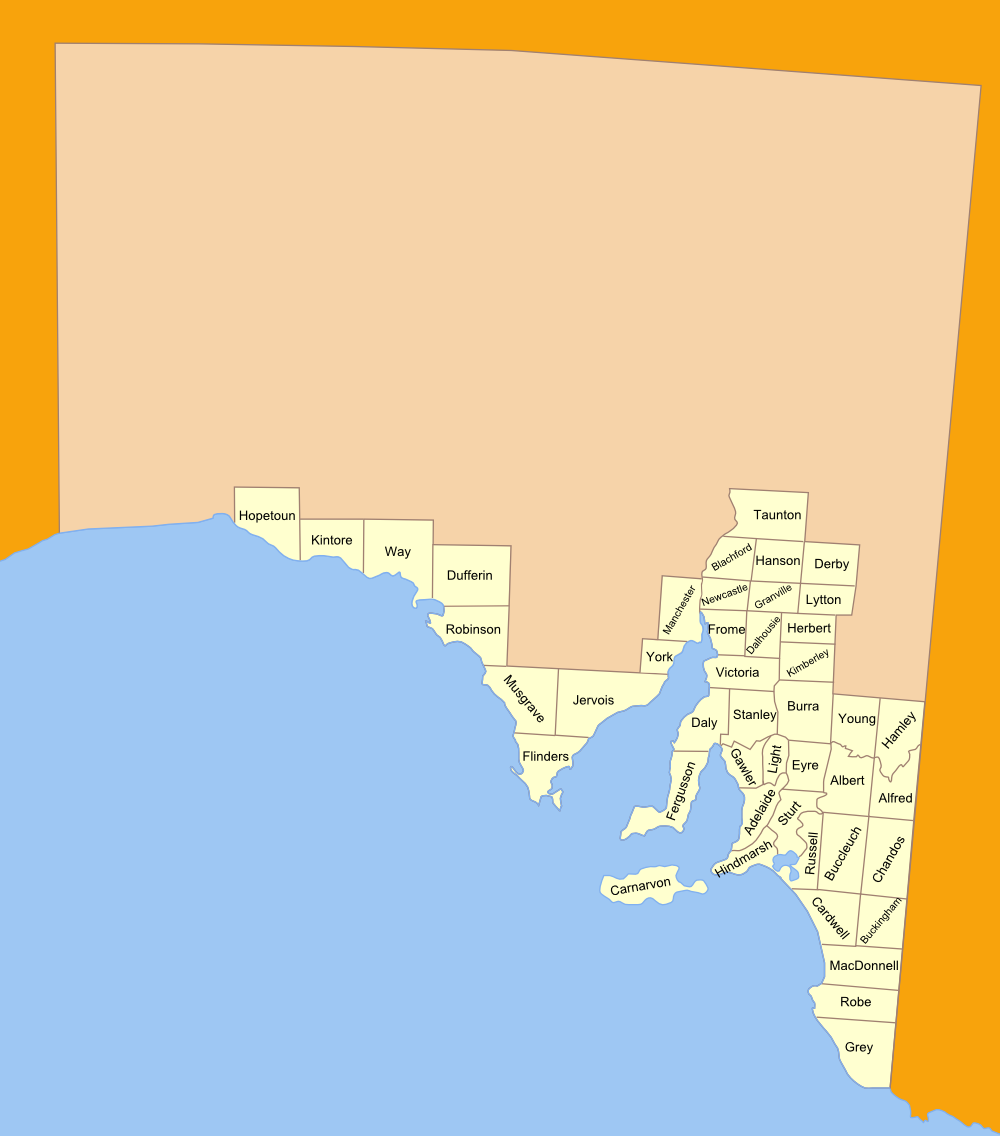
Condados australianos do sul como de 1893, incluindo Manchester

O condado de Manchester foi proclamado em 21 de maio de 1891, juntamente com as Hundreds de Castine, Copley e Handyside.
O condado foi nomeado por Algernon Keith-Falconer, 9º conde de Kintore, o governador da Austrália do Sul depois que seu pai-de-lei, George Montagu, 6º Duque de Manchester.
As seguintes hundreds foram proclamadas dentro do condado - Castine, Copley e Handyside em 1891, Jenkins em 1892 e Gillen em 1893.

## Hundreds constituintes

### Localização das hundreds constituinte
As hundreds estão colocadas de norte a sul ao longo do limite leste do condado da seguinte forma - Castine, Copley, Gillen e  Jenkins sendo este último delimitado pelo Condado de York para o sul. A Hundred de  Handyside está localizada no lado oeste de Copley e Gillen.

### Hundred de Castine
A Hundred de Castine (32° 17′ 20″ S, 137° 39′ 07″ L) foi proclamada em 21 de maio de 1891. Abrange uma área de 95 milha quadradas (250 km2) e é nomeada após  J W Castine, um membro do Parlamento sul australiano.  Sua extensão inclui partes das localidades de Carriewerlow e  Monte Arden.

### Hundred de Copley
A Hundred de Copley (32° 25′ 56″ S, 137° 41′ 16″ L) foi proclamada em 21 de maio de 1891. Abrange uma área de 90 milha quadradas (230 km2) e é nomeada após  o Hon William Copley, Um ex-membro do Parlamento australiano do Sul. Sua extensão inclui partes das localidades de Carriewerlow,  Monte Arden, Lincoln Gap e  Port Augusta Oeste.

### Hundred de Gillen
A Hundred de Gillen (32° 35′ 44″ S, 137° 41′ 41″ L) Foi proclamado em 26 de janeiro de 1893. Abrange uma área de 95 milha quadradas (250 km2) e é nomeada após  P P Gillen, Um ex-membro do Parlamento australiano do sul.  Sua extensão inclui partes das localidades de  Commissariat Point  e partes das localidades de  Cultana, Lincoln Gap e  Port Augusta Oeste.

### Hundred de Handyside
A Hundred de Handyside (32° 34′ 00″ S, 137° 31′ 34″ L) foi proclamado em 21 de maio de 1891. Abrange uma área de 134 milha quadradas (350 km2) e é nomeada após  A D Handyside, um ex-membro do Parlamento australiano do sul.  Sua extensão inclui partes das localidades de Carriewerlow,  Cultana,  Illeroo, Lincoln Gap e Pandurra.

### Hundred de Jenkins
A Hundred de Jenkins (32° 46′ 46″ S, 137° 41′ 46″ L) Foi proclamado em 28 de janeiro de 1892. Abrange uma área de 154 milha quadradas (400 km2) e é nomeada após  J G Jenkins, um ex-membro do Parlamento australiano do sul.  Sua extensão inclui partes das localidades de  Blanche Harbor e  Douglas Point, e partes das localidades de  Cultana e  Douglas Point South.